# Ramón Piñeiro
Ramón Piñeiro, ou Ramón Piñeiro López, né à Láncara en 1915, mort à Saint-Jacques-de-Compostelle en 1990, est un écrivain, essayiste et philosophe espagnol installé en Galice. Également homme politique, il est député au parlement galicien. La Journée des lettres galiciennes l'a couronné lauréat en 2009.

### Sources et bibliographie
- (es)/(gl) Cet article est partiellement ou en totalité issu des articles intitulés en espagnol « Ramón Piñeiro » (voir la liste des auteurs) et en galicien « Ramón Piñeiro López » (voir la liste des auteurs).
- (gl) Xesús Alonso Montero, Ramón Piñeiro ou a reinvención da cultura galega, Galaxia, 2009.
- (gl) Eloi Caldeiro , Ramón Piñeiro. A terra e a saudade, coll. « O son da palabra », vol. 3, 2009. Comporte aussi un texte de Xosé Luís Allué : « O outro Piñeiro ».
- (gl) « Piñeiro López, Ramón », in Gran enciclopedia galega, 2003.